# Júlio De Oliveira
Júlio Miotti De Oliveira (San Paolo, 8 giugno 1991) è un giocatore di calcio a 5 brasiliano naturalizzato italiano.

## Carriera

### Club
Portato giovanissimo in Italia dall'Aosta, nelle prime stagioni viene impiegato sia in prima squadra sia nella formazione Under-21 con cui raggiunge la finale scudetto persa contro il Terni. Nell'estate 2011 si trasferisce all'Asti, dove nella prima è impiegato principalmente nell'Under-21. Con la prima squadra è inserito nella lista dei convocati per la fase finale della Coppa Italia, vinta dai piemontesi. Nella manifestazione, tuttavia, De Oliveira non viene mai schierato. Nelle stagioni seguenti il pivot si ritaglia gradualmente più spazio, aiutando la prima squadra a vincere nel 2013-14 la Winter Cup. Nella prima edizione assoluta, De Oliveira si laurea capocannoniere di questa manifestazione, grazie soprattutto ai 13 goal siglati contro la Marca Futsal, che nel doppio confronto aveva tuttavia schierato la formazione Juniores. La stagione successiva si trasferisce in prestito all'Acqua e Sapone per giocare con più continuità.

### Nazionale
Punto di forza dell'Italia Under 21 di Raoul Albani, De Oliveira viene incluso dallo stesso selezionatore nella Nazionale sperimentale che il 6 e il 7 gennaio 2013 partecipa a una tournée benefica in Thailandia. 
Nel giugno dello stesso anno il ct Roberto Menichelli lo convoca a uno stage della nazionale maggiore con cui esordisce nel duplice incontro amichevole contro il Vietnam. In quest'occasione mette a segno la sua prima rete con la maglia azzurra. Il 28 gennaio 2018 viene inserito da Roberto Menichelli nella lista definitiva dei convocati per il campionato europeo del 2018. Inizialmente escluso dalla lista dei convocati per l'edizione successiva, il 24 gennaio 2022 De Oliveira viene richiamato in sostituzione dell'infortunato Gabriel Motta.

## Palmarès

### Competizioni giovanili
- Coppa Italia Under-21: 1
Asti: 2012-13

### Competizioni nazionali
- Campionato italiano: 4
Asti: 2015-16
A&S: 2017-18
Italservice: 2020-21, 2021-22
- Coppa Italia: 5
Asti: 2011-12
A&S: 2017-18, 2018-19
Italservice: 2020-21, 2021-22
- Supercoppa italiana: 4
A&S: 2014, 2018
Italservice: 2021, 2022
- Winter Cup: 2
Asti: 2013-14
A&S: 2016-17